# 斯普林米爾 (肯塔基州)
斯普林米爾（英語：Spring Mill）是一個位於美國肯塔基州傑佛遜縣的城市。

## 地方資料
根據2020年美國人口普查的數據，斯普林米爾的面積為0.14平方千米，當中陸地面積為0.14平方千米，而水域面積為0.00平方千米。當地共有人口294人，而人口密度為每平方千米2,100人。